# Sven Erik Bystrøm
Sven Erik Bystrøm (født 21. januar 1992) er en norsk landevejscykelrytter fra Haugesund i Rogaland, der kører for det professionelle cykelhold Groupama-FDJ.
Han blev U23-verdensmester i landevejscykling i Ponferrada, Spanien 26. september 2014. Allerede som junior var han omtalt som et af Norges største cykeltalenter. Han er på U23-landsholdet i landevejscykling.
I 2010 slog han flere af verdens bedste juniorer da han vandt en etape i Regio Tour, og i 2011 slog han som førsteårssenior Tour de France-veteranen Michael Rasmussen og flere andre professionelle ryttere i det danske løb Himmerland Rundt. Som den første norske seniordebutant siden Edvald Boasson Hagen formåede han at skrabe 10 UCI-point sammen.
Fra 1. august 2014 blev han stagiaire i Team Katusha og har fik en professionel kontrakt fra 2015.

## Resultater
2009
Greenland GP Sammenlagt
2. etape
Ringerike GP 2. plads sammenlagt
2010
 Norge National mester i landevejsløb og holdtidskørsel, junior
Norges-cup Fana 5. plads (junior)
Oslo cykelfestival (junior) 5. plads (fællesstart)
Regio Tour 10. plads sammenlagt
3. etape
2. plads 2. etape
DnBNOR-cup
2011
 Norge National mester i landevejsløb
Norges-Cup sammenlagt
3. plads, Jæren sykkelfestival,
4. plads, Eidsvollrittet
5. plads, Himmerland Rundt
12. plads, Rogaland Grand Prix
2012
Rund um den Henninger Turm U23
2014
 U23 Verdensmester Landevejsløb